# 1939年の野球
1939年の野球（1939ねんのやきゅう）では、1939年の野球界における動向をまとめる。

## 競技結果

### 日本プロ野球

#### ペナントレース
| 順位 | 球団           | 勝利 | 敗戦 | 引分 | 勝率 | ゲーム差 |
| ---- | -------------- | ---- | ---- | ---- | ---- | -------- |
| 優勝 | 東京巨人軍     | 66   | 26   | 4    | .717 | -        |
| 2位  | 大阪タイガース | 63   | 30   | 3    | .677 | 3.5      |
| 3位  | 阪急軍         | 58   | 36   | 2    | .617 | 9.0      |
| 4位  | 東京セネタース | 49   | 38   | 9    | .563 | 14.5     |
| 5位  | 南海軍         | 40   | 50   | 6    | .444 | 25.0     |
| 6位  | 名古屋軍       | 38   | 53   | 5    | .418 | 27.5     |
| 7位  | 名古屋金鯱軍   | 36   | 56   | 4    | .391 | 30.0     |
| 8位  | ライオン軍     | 33   | 58   | 5    | .363 | 32.5     |
| 9位  | イーグルス     | 29   | 65   | 2    | .309 | 38.0     |

#### 個人タイトル
| タイトル     | 選手            | 球団      | 成績      |
| ------------ | --------------- | --------- | --------- |
| 最優秀選手   | スタルヒン      | 巨人      |           |
| 首位打者     | 川上哲治        | 巨人      | .338      |
| 最多本塁打   | 鶴岡一人        | 南海      | 10本      |
| 最多打点     | 川上哲治        | 巨人      | 75打点    |
| 最多盗塁     | 山田伝 五味芳夫 | 阪急 金鯱 | 30盗塁    |
| 最多安打     | 川上哲治        | 巨人      | 116安打   |
| 最高出塁率   | 千葉茂          | 巨人      | .420      |
| 最優秀防御率 | 若林忠志        | 大阪      | 1.09      |
| 最多勝利     | スタルヒン      | 巨人      | 42勝      |
| 最多奪三振   | スタルヒン      | 巨人      | 282奪三振 |
| 最高勝率     | 若林忠志        | 大阪      | .800      |

#### ベストナイン
この年は選出なし

### 東京大学野球
- 8月16日 - 文部省が平日の試合禁止を通達。
  - 春 - 早慶の優勝決定戦により、早大が優勝。
  - 秋 - 早慶の優勝決定戦により、慶大が優勝。

### 中等野球
- 第16回選抜中等学校野球大会決勝（阪神甲子園球場・4月3日）
東邦商業（愛知県） 7 - 2 岐阜商業（岐阜県）
- 第25回全国中等学校優勝野球大会決勝（阪神甲子園球場・8月20日）
海草中学（和歌山県） 5 - 0 下関商業（山口県）

### メジャーリーグ
- ワールドシリーズ

## できごと

### 3月
- 3月1日 -  日本職業野球連盟は名称を「日本野球連盟」に改称[3]。
- 3月19日 - 大阪タイガースが対東京巨人軍戦で5回に1イニング2本盗を記録（日本プロ野球2度目）[4]。
- 3月30日 - イーグルスの亀田忠が対阪急軍戦（後楽園）で自身2度目の日本タイ記録の12与四死球を記録。8回5失点で敗戦投手[5]。

### 4月
- 4月3日 - 選抜中等学校野球大会の決勝戦が阪神甲子園球場において行われ、愛知県の東邦商が岐阜県の岐阜商に7対2で勝利し、5年ぶり2度目の優勝達成。
- 4月19日 - ライオン軍対南海軍において、南海は8安打8四球1失策で17走者を出すものの、完封負けを記録する。

### 5月
- 5月2日 - 【MLB】ニューヨーク・ヤンキースのルー・ゲーリッグが現役を引退。
- 5月5日 - 【MLB】フィラデルフィア・アスレチックスのサム・チャップマンがサイクル安打を達成。
- 5月6日 -  南海軍が対阪急戦（甲子園）において、阪急を無安打で抑えながら、2失点で敗戦。被安打0での敗戦は日本プロ野球史上、唯一。
- 5月9日 - 巨人がこの日の対名古屋軍戦と、7月15日の東京セネタースに勝利し、勝利投手はいずれもスタルヒンに記録されたが、1953年に記録の見直しがされ、先発した中尾に勝利投手が記録され、スタルヒンの勝ちが消えこの年の勝ち星も42から40となったものの、1962年に稲尾和久がシーズン42勝を挙げ、この試合のスタルヒンの記録の取り扱いについて再び議論となり、結局はスタルヒンの勝利投手に再修正され、稲尾とスタルヒンがシーズン勝ち星42勝で日本プロ野球記録となっている。
- 5月19日 - 名古屋金鯱軍が対阪急戦に敗れ、球団記録の15連敗。
- 5月27日 - 【MLB】デトロイト・タイガースのチャーリー・ゲーリンジャーがサイクル安打を達成。

### 6月
- 6月18日 - 南海の清水秀雄が対阪急戦で13奪三振で毎回奪三振を達成。通算かつシーズン2度の達成は日本プロ野球初[6]。

### 7月
- 7月19日 - 【MLB】ピッツバーグ・パイレーツのアーキー・ヴォーンがサイクル安打を達成。

### 8月
- 8月11日 - 中モズ球場が落成[7]。
- 8月16日 - 南海が対大阪戦で16安打で、日本プロ野球史上初となる、毎回安打、全員安打を達成する。
- 8月20日 - 全国中等学校優勝野球大会の決勝戦が甲子園球場において行われ、和歌山県の海草中が山口県の下関商を5対0で勝利し、 初優勝達成。海草中の嶋清一が準決勝の島田商に続き決勝戦においても、ノーヒットノーランを達成（決勝戦での達成は大会史上初で、同じ投手が複数回達成したのは大会史上唯一の記録）。

### 10月
- 10月8日 - 【MLB】ワールドシリーズ第4戦が行われ、ニューヨーク・ヤンキースがシンシナティ・レッズを4連勝で下し、史上初となる4年連続優勝を達成。
- 10月20日 - 巨人の川上哲治が対イーグルス戦（西宮）で先発し、9イニングを日本タイ記録の12与四死球（四球11死球1）を記録し、5失点で敗戦投手[5]。

### 11月
- 11月3日 - 巨人の中尾輝三が対セネターズ戦（後楽園球場）で、ノーヒットノーランを達成[8]、スコアは1対0[9] 。
- 11月9日 - 巨人対南海（後楽園）で巨人が勝利し、巨人の優勝が決定している。

### 12月
- 12月22日 - 文部省は東京大学野球連盟に対し、「学校教育と学生野球の調和」についての見解を発表[10]。

## 誕生

### 1月
- 1月5日 - 福塚勝哉
- 1月7日 - 金博昭

### 2月
- 2月5日 - 小池兼司
- 2月11日 - ウィリー・スミス（+ 2006年）
- 2月24日 - 長田幸雄

### 3月
- 3月1日 - 祓川正敏（+ 2012年）
- 3月5日 - 城戸則文
- 3月8日 - ジム・バウトン（+ 2019年）
- 3月8日 - 鎌田実（+ 2019年）
- 3月29日 - フランシス・アグウィリー

### 4月
- 4月1日 - フィル・ニークロ
- 4月8日 - 安藤統男
- 4月17日 - 戸梶正夫
- 4月24日 - 渋谷誠司

### 5月
- 5月1日 - 本間勝
- 5月2日 - 横地由松（+ 2007年）
- 5月6日 - 石井茂雄（+ 2005年）
- 5月24日 - 前田益穂

### 6月
- 6月18日 - ルー・ブロック（+ 2020年）

### 7月
- 7月3日 - 寺本勇
- 7月10日 - 石田博三
- 7月29日 - 新山彰忠（+ 2000年）

### 8月
- 8月22日 - カール・ヤストレムスキー
- 8月25日 - 島田源太郎

### 9月
- 9月3日 - 古賀英彦
- 9月26日 - 樋口正蔵

### 10月
- 10月10日 - 田中勉
- 10月12日 - 漆畑勝久
- 10月13日 - 青野修三
- 10月20日 - 森中千香良（+2008年）
- 10月26日 - 安藤元博（+ 1996年）
- 10月31日 - 堀込基明（+ 1997年）

### 11月
- 11月4日 - 宮田征典（+ 2006年）
- 11月13日 - ウェス・パーカー
- 11月16日 - 室山皓之助
- 11月21日 - 石井晶（+ 2013年）

### 12月
- 12月1日 - 小野木孝
- 12月4日 - 遠井吾郎（+ 2005年）
- 12月18日 - ソイロ・ベルサイエス（+ 1995年）
- 12月18日 - 高野一彦

## 死去
- 8月21日 - 久慈次郎（*1898年）